# Jezero Boracifero, Toskana
Jezero Boracifero (italijansko: Lago Boracifero) je jezerska pokrajina, ki se nahaja na geotermalnem področju grossetano v hribovju Colline metallifere, v severozahodnem delu občine Monterotondo Marittimo, v bližnji vasi, ki je dobila ime prav od jezera samega. 
Pojezerje zavzema površino ob vznožju okoliških pobočij, ki so značilno skoraj popolnoma gola, brez vegetacije,  podobna lunini površini, zaradi prisotnosti bližnjih geotermalnih vrelcev. Nastanek sega v leto 1282 zaradi kondenzacije različnih plinov iz podzemlja pri visokih temperaturah. Nastanek jezera je bil mogoč v omejenem prostoru, ki se nahaja na nižjih nadmorskih višinah, v primerjavi z vsemi drugimi okoliškimi območji, ki so posledica vulkanskega delovanja Vecchienna (kompleks Larderello), ki ga je povzročil plinast in freatomagmatski izbruh (ocenjen na VEI 3), s kamni in skalami, ki so deževale do razdalje približno 3 km in emisijami rdečega pepela v ozračje do oddaljenosti približno 150 kilometrov. 
Za jezero je značilna prisotnost plinastih emisij zaradi naravne geotermalne aktivnosti, prisotnosti žvepla, ponekod je velika prisotnost blata; pojezerje je delno zakrito s trstičjem in zamočvirjeno. 
Za pokrajino je značilna prevladujoča barva od bele do sive. V zadnjem času je bil ustanovljen Naravni park Biancane, Toskana, ki obsega jezersko kotlino in bližnje tovarne, ki pretvarjajo geotermalno energijo v električno energijo.